# فدریکا پلگرینی
فدریکا پلگرینی (به انگلیسی: Federica Pellegrini) (زادهٔ ۵ اوت ۱۹۸۸) شناگر اهل ایتالیا است.